# Хаба
Хаба — фараон Древнего царства Древнего Египта.

## Исторические источники
Хор-Ха-Ба, фараон III династии, хотя это не подтверждено ни одним царским списком. Имя Хаба всегда пишется в «серехе», нам не известны другие его имена.
Имя переводится как Ха(и) — (по)являться, Ба — (душа) Ба. Существует одиннадцать памятников от эпохи правления Хаба, на которых сохранилось его имя Хора.
- 1. Печать найденная Дж. Куибеллом в городском районе древнего города Иераконполь. Содержащая надпись — имя Хор-ХаБа.
- 2. Надпись на сосуде из алебастра, найденная Л. Борхардтом в погребальном храме фараона Сахура, содержащая также имя Хор-ХаБа.
- 3. Печать найденная в восточном городе на острове Элефантина В. Кайзером в 1987 году.
- 4-8 Чаши из мрамора, порфира и известняка, найденные в гробнице Z 500 в Завиет эль-Ариан, Доусом Данхемом, сейчас находятся в музее изящных искусств в Бостоне. Содержат надписи — Хор — ХаБа.
- 9. Чаша из диорита с именем Хор-ХаБа, находится в Университетском колледже в Лондоне, была приобретена 26 июня 1922 года на аукционе «Сотбис», из коллекции Мак-Грегора. Происхождение неизвестно.
- 10. Чаша из диорита, находится в частной коллекции, также содержит вырезанную и просверлённую надпись Хор-ХаБа, из коллекции сделанной в Египте мистером Робиноу в 1895-6 годах. В коллекционном каталоге сообщается, что она была привезена из Дахшура.
- 11. Артефакт, печать находящаяся в Лондоне, в университетском колледже, представлена Ф. Питри в его «Истории», надпись содержит имя «Хор-ХаБа, Золотой Бог, что он скажет будет сделано».

## Гипотезы
Хаба считается создателем «Круглой пирамиды», расположенной в Завиет-эль-Эриане по дороге от Саккара по направлению к Гизе (в 4 км к югу от Гизы). Круглая пирамида представляет собой незаконченное строение, создаваемое в манере начала Древнего царства и представляющее собой ряд мастаб, надстроенных одна на другой. Первоначальная высота пирамиды Хабы могла составлять до 42 — 45 м (ныне она чуть больше 20 м), а площадь основания — около 83 × 83 м.
Погребальная комната высечена в скале под пирамидой. К ней ведёт лестница и галерея, выходящая на северо-восточную сторону. За пределами самой пирамиды её огибает с северо-востока, севера и северо-запада длинный, высеченный в скальном грунте коридор с тридцатью двумя тайниками или кладовыми. Ныне от этой пирамиды сохранилась лишь часть первой ступени, высотой около 20 метров, представляющая собой пирамидальный холм из известняка, с четырнадцатью рядами или слоями каменной кладки из того же материала. Она полностью засыпана песком и слилась с окружающей местностью.

## Место в правлении
Должны признать, что наверняка почти ничего неизвестно о правлении Хаба. Его Несу-Бити и Небти имена неизвестны. Даже его положение в порядке наследования точно не установлено. Хотя он явно царствовал в последней части III династии, было также высказано предположение, что Хаба был Хоровым именем последнего царя более известного как Хуни. Но тем не менее общее мнение идентифицирует Хаба, как одного из предшественников Хуни. Ввиду доказательств, на позицию Санахта в III династии, и тесные архитектурные сходства между незавершённой пирамидой Сехемхета и одной в Завиет эль-Ариане, Хаба вполне может быть правдоподобно определён как непосредственный преемник Сехемхета, и таким образом третьим царём этой династии.
В Туринском царском списке Хаба отнесён к «потерянным» («стёртым») правителям, что свидетельствует о династических неурядицах, имевших место в правление Хабы. Однако, часть исследователей считает, что писец, составлявший этот папирус, попросту не смог вычитать полное имя фараона из более древних документов, на основании которых создавался Туринский список.
Имя Хабы записывалось в серехе, а не в картуше, характерном для конца III династии, и в иероглифическом письме состояло из слогов ха (восходящее Солнце) и ба (птица; очевидно, ябиру африканский).